# Sint-Anna-ten-Drieënkerk

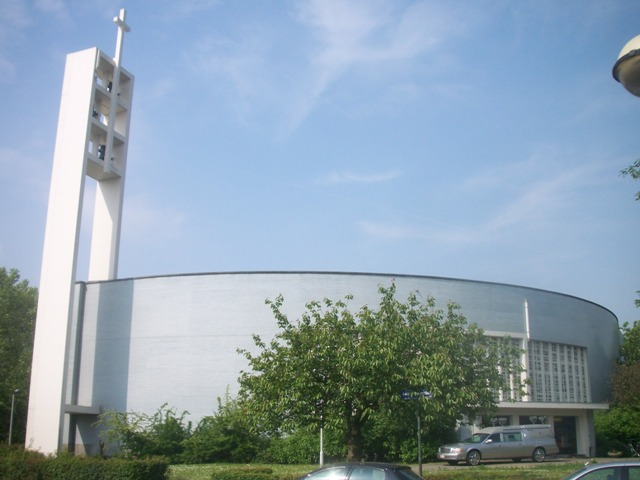
Sint-Anna-ten-Drieënkerk

De Sint-Anna-ten-Drieënkerk is de parochiekerk van de Antwerpse wijk Linkeroever, gelegen aan de Hanegraefstraat.

## Geschiedenis
Het Vlaams Hoofd of Sint-Anna werd al in 1330 vermeld als bedevaartplaats voor Sint-Anna. Een 17e-eeuwse kapel werd tijdens het Franse bewind gesloten, maar in 1829 weer opengesteld. De kapel werd in 1866 verheven tot kapelanij van de Kruisverheffingsparochie te Zwijndrecht. In 1893 werd de kapelanij verheven tot zelfstandige parochie.
In 1894-1895 werd een voorlopige kerk gebouwd, met pastorie en kloosterschool. De Sint-Annakapel, ook bekend als de kapel van Sint-Anneke, werd niet meer gebruikt en in 1931 werd zij gesloopt om er het ingangsgebouw van de Sint-Annatunnel te bouwen. In 1903-1905 werd, naast de voorlopige kerk, een definitieve kerk opgetrokken. Het was een driebeukige kruisbasiliek in neogotische stijl, ontworpen door Frans Stuyck en gewijd aan Sint-Anna en Sint-Joachim.
Vanuit deze parochie werden, toen de verstedelijking toenam, nog twee parochies gesticht, en wel:
- Onze-Lieve-Vrouw-ter-Schelde, met een kerk van 1954, verheven tot zelfstandige parochie in 1963. De kerk aan de Gloriantlaan, ook bekend als de kerk van Sint-Annastrand, werd in 2000 door brand getroffen en in 2004 onttrokken aan de eredienst. De kerk werd gesloopt en er restte slechts het voorportaal, dat een veldkapelletje werd en, samen met het omliggende terrein, in bezit kwam van Scouting Linkeroever.
- Sint-Lucasparochie, gesticht in 1972 en met een kerk van 1973-1974. De kerk aan de Chicagobuilding in de Ernest Claesstraat werd na de fusie in 2003 gedegradeerd tot een openbare kapel.

De drie parochies fuseerden weer in 2003 en in 2006 kreeg de parochie de naam: Sint-Anna-ten-Drieën.
Vanaf de jaren 30 van de 20e eeuw werd de omgeving van de Sint-Annakerk gekenmerkt door zandopspuitingen, waardoor de kerk in een diepte kwam te liggen, wat leidde tot wateroverlast en verzakkingen. De kerk kreeg toen zowel letterlijk als figuurlijk de bijnaam Kerk in de Put of Put-in-kerk. In 1968 moest de kerk worden gesloopt. Men moest kerken in een noodkerk tot in 1970 een nieuwe kerk gereedkwam.
Deze kerk werd mede wegens haar blauwe glasramen in 2020 geklasseerd als monument. Ze wordt daarom ook wel de Blauwe Kerk genoemd.

## Gebouw
De nieuwe kerk, in de stijl van het naoorlogs modernisme, werd ontworpen door Jos Ritzen. Het ontwerp was geïnspireerd door de Bruderklauskirche te Birsfelden. Jacques Loire ontwierp de glas in beton-ramen.
De gelovigen bevinden zich in een kwartcirkelvormige zaal, en het koor is ellipsvormig. Om dit geheel heen bevindt zich een lagere ring van nevenruimtes. De 29 meter hoge open klokkentoren bevindt zich naast en tegen het gebouw aan.
Het geheel is een betonnen hoofdstructuur, hier en daar ingevuld met baksteen metselwerk en zeer grote glas in betonmuren.

## Interieur
Van belang is een door Jos Ritzen ontworpen altaartafel. Een uit 1667 stammend beeld van Sint-Anna-ten-Drieën is eveneens in de kerk te vinden. Ook is er een Sint-Rochusbeeld uit de 2e helft van de 17e eeuw.
In het moderne interieur treft men daarnaast neogotisch kerkmeubilair uit de oudere kerk aan. Het orgel is van 1974 en werd vervaardigd door de firma Aerts en Castrel.